# Gaston Thiébaut
Pour les articles homonymes, voir Thiebaud, Thiébault, Thiébaut (homonymie).
Gaston Marie Léon Thiébaut, né le 11 avril 1898 à Samogneux (Meuse) et mort le 17 septembre 1982 à Bar-le-Duc (même département) est un homme politique français, comptable de profession.

## Biographie
Fils de cultivateurs, Gaston Thiébaut exerce d'abord la profession de comptable. Il se rapproche d'abord des socialistes pendant la Grande guerre, en adhérant aux jeunes socialistes du Paris 13e avant d'adhérer en 1922 au Parti communiste mais il en sort six mois plus tard car l'organisation n'est pas démocratique. Durant cette période il prend position pour André Marty ce qui lui vaut de devoir partir pour l'Aisne où il rencontre des militants républicains-socialistes et rentre dans leur parti en 1924. Il écrit cependant des éditoriaux dans L'Avenir de la Meuse et donne des conférences à Verdun.
Il se présente aux élections législatives de 1932, mais il est battu par Victor Schleiter. En mars 1933, celui-ci est élu président de la Fédération républicaine radicale et radical-socialiste de la Meuse et membre de la Ligue des droits de l'homme, président de l'Union laïque meusienne et secrétaire de la Fédération meusienne du syndicat des instituteurs. Le 23 décembre 1933, Schleiter meurt dans l'accident de chemin de fer de Lagny-Pomponne. Trois mois plus tard, Gaston Thiébaut est élu député au second tour lors de l'élection partielle consécutive à ce décès, grâce à une triangulaire due à la désunion des modérés et de la droite. En octobre 1934, il est élu conseiller général, puis, en mars 1935, maire de Verdun sur une liste antifasciste, républicaine, laïque et pour la réforme sociale. Son cursus est alors atypique, en étant d'abord député puis en obtenant des assises locales.
Il appartient à la commission des Régions libérées, à la commission du Travail, ainsi qu'à la commission du Commerce et de l'industrie. Il prend la défense des agriculteurs et des classes moyennes, fidèle à la doctrine radicale. Réélu en 1936 au premier tour sans se présenter directement sous l'alliance du Front populaire, il entre à la commission des Beaux-Arts, à celle d'Alsace-Lorraine et à celle de l'Armée. En 1938, il est rapporteur pour la politique générale lors du congrès tenu par le Parti radical à Marseille pour rassembler les partis républicains et fait partie d'une mission parlementaire dans l'Espagne républicaine à Barcelone, Valence et Madrid. Sa vision du conflit ainsi que la lecture de Mein Kampf de Hitler le pousse à s'engager toujours plus dans l'antifascisme. Il s'intéresse au sort des milliers de réfugiés espagnols et visite les camps d'Argelès et de Saint-Cyprien.
Le 10 juillet 1940, Gaston Thiébaut est un des quatre-vingts parlementaires qui votent contre les pleins pouvoirs à Philippe Pétain. Il est alors interdit de retour dans la zone occupée puis est révoqué de sa fonction de maire en mars 1941. Il reste alors au Blanc dans l'Indre où il dirige une imprimerie d'où il publie le journal de la Résistance La Marseillaise du Berry et siège pendant un court moment dans le Comité de Libération de l'Indre. Le 31 août, Verdun est libéré, il est alors réinstallé comme maire et devient membre du Comité de Libération de la Meuse. Il est également représentant à l'Assemblée consultative provisoire de Paris. Il est réélu maire de Verdun en 1945 puis en octobre, conseiller général. Il se présente aussi à l'assemblée constituante sur la liste d'Union républicaine et patriotique conduite par Louis Jacquinot, mais seul celui-ci est élu. Lors de la seconde assemblée constituante il mène sa propre liste sous le nom de Rassemblement des gauches républicaines sans être élu. De même, il échoue à être élu conseiller de la République en décembre. Il est nommé directeur de la Caisse départementale des incendiés de la Meuse et abandonne donc ses mandats pour incompatibilité tout en restant président de la Fédération radical-socialiste de la Meuse. Il se présente en vain aux élections sénatoriales de 1965. L'Assemblée nationale lui a donné le titre de membre honoraire du Parlement.
Une école primaire porte son nom à Bar-le-Duc.
Gaston Thiébaut est inhumé dans le cimetière de Samogneux (55). Cette commune l'a honoré en donnant son nom à une rue et à une place.

## Sources
- « Gaston Thiébaut », dans le Dictionnaire des parlementaires français (1889-1940), sous la direction de Jean Jolly, PUF, 1960 [détail de l’édition]
- Dir. Jean El Gammal, François Roth et Jean-Claude Delbreil, Dictionnaire des Parlementaires lorrains de la Troisième République, Metz, Serpenoise, 2006 (ISBN 2-87692-620-2), p. 261-265
- Pierre Miquel, Les quatre-vingts, éd.Fayard, 1995, 330 p. (ISBN 978-2-21359-416-3).
- Jean Odin, Les Quatre-vingts, FeniXX réédition numérique, 1996, 232 p. (ISBN 978-2-40207-154-3)